# محمدجواد فالیزوانیان
محمدجواد فالیزوانیان (۸ خرداد ۱۳۴۸ در شیراز – ۴ شهریور ۱۳۸۴ در تهران) موتورسوار حرفه‌ای و قهرمان پرش با موتور آسیا بود. فالیزوانیان موتورسواری را از ۱۴ سالگی شروع کرد و پیش از مرگ ده سال سابقه پرش با موتور و اجرای ۱۵۷ برنامه پرش از روی ماشین، واگن و حلقه آتش را در کارنامه خود داشت. وی در اردیبهشت ۱۳۸۴ با موتورسیکلت سوزوکی ۲۵۰ خود عرض رود کر در شهرستان مرودشت را با پرشی ۵۳ متری (یا ۴۵ متری) طی کرد که رکوردی جدید در تاریخ موتورسواری آسیا بود.
فالیزوانیان در هنگام اجرای پرش از روی ۲۲ اتوبوس در پیست موتورسواری ورزشگاه آزادی جان خود را از دست داد.

## مرگ
فالیزوانیان در ساعت ۱۰:۳۰ صبح روز جمعه ۴ شهریور ۱۳۸۴ در پیست موتورسواری ورزشگاه آزادی قصد داشت تا با عبور از ۲۲ اتوبوس به مسافت ۶۶ متر رکورد جدیدی برای پرش با موتور ثبت کند. وی برای اجرای این برنامه ۳۰ میلیون تومان وام گرفته بود. برنامه او از تلویزیون ایران به طور مستقیم پخش می‌شد اما با وقوع سانحه پخش تلویزیونی قطع شد. فالیزوانیان با چرخ عقب بر روی اتوبوس سیزدهم فرود آمد و از روی اتوبوس چهاردهم در فضای خالی میان اتوبوس چهاردهم و پانزدهم به سمت زمین حرکت کرد. موتور وارد اتوبوس پانزدهم شد و فالیزوانیان پس از پرتاب به هوا بر روی اتوبوس شانزدهم فرود آمد. او قبل از پرش نیز چند بار تا جلوی سکوی پرش پیش آمده اما ناگهان مسیرش را عوض کرد و از گوشه پیست به راه خود ادامه داده بود. چند دقیقه قبل از پرش هم وقتی می‌خواست خودش را گرم کند، دو بار با موتور به زمین‌ خورد.
کارشناسان در مورد دلایل این سانحه به نداشتن پرش تمرینی قبل از اجرای برنامه، سرویس نکردن موتور از جمله تعویض نکردن بنزین موتورسیکلت، بر نداشتن گل‌گیر موتور، دستکاری نکردن موتور و حتی قرار دادن یک دوربین فیلمبرداری غیر استاندارد و سکوی پرش چوبی ناهموار اشاره می‌کنند. گفته می‌شود بسیاری از موتورسوارانی که فالیزوانیان را می‌شناختند به او می‌گفتند نمی‌تواند این پرش را انجام دهد و حتی تعدادی از تماشاگران با مشاهده تردید موتور سوار او را هو می‌کردند. در هنگام پرش هم کارشناسان به سرعت پائین موتور در هنگام رسیدن به سکو، بالا کشیدن جلوی موتور هنگامی که از روی اتوبوس هفتم گذشت و رها نکردن موتور در هنگام فرود اشاره می‌کنند.
کمیته تحقیق سازمان تربیت بدنی در مورد علت این سانحه، خود فالیزوانیان را مسئول مرگ دانست اما با توجه به اینکه فدراسیون اتومبیلرانی و موتورسواری می‌توانست جلوی انجام این برنامه را بگیرد، مدیر بخش موتورسواری فدراسیون را از کار برکنار و تمام فدراسیون‌ها را از انجام برنامه‌های نمایشی منع کرد.